# ДСТУ 4145-2002
ДСТУ 4145-2002 «Інформаційні технології. Криптографічний захист інформації. Цифровий підпис, що ґрунтується на еліптичних кривих. Формування та перевірка» — національний стандарт України, що описує механізм формування та перевірки електронного цифрового підпису, що базується на властивостях груп точок еліптичних кривих над полями {\displaystyle GF(2^{m})} та правилах застосування цих механізмів до повідомлень, що пересилаються каналами зв'язку та/або обробляються у комп'ютеризованих системах загального призначення. Застосування цього стандарту гарантує цілісність підписаного повідомлення, автентичність його автора та неспростовність авторства.
Затверджено та надано чинності з 1 липня 2003 року наказом Держспоживстандарту від 28 грудня 2002 року № 31. Текст стандарту є у вільному доступі.
У стандарті за замовчанням використовується функція гешування ГОСТ 34.311-95 та генератор випадкових послідовностей з використанням алгоритму криптографічного перетворення ДСТУ ГОСТ 28147:2009.
Згідно з наказом Мінцифри від 30 жовтня 2020 року № 140/614 після 1 січня 2021 року стандарт повинен використовуватися для створення кваліфікованого електронного підпису та для перевірки кваліфікованого електронного підпису разом із функцією гешування Купина, але використання стандарту разом з ГОСТ 34.311-95 можливе до 1 січня 2022 року.

### Програмні реалізації
- dstu4145-2002 — Бібліотека з відкритим кодом на C#
- ТОВ НВЦ «Бітіс» — ліцензована реалізація стандарту на Java, C++, ObjectPascal
- Jkurwa [Архівовано 11 червня 2018 у Wayback Machine.] — бібліотека з відкритим програмним кодом реалізована на мові програмування JavaScript
- Bouncy Castle — бібліотека з відкритим програмним кодом реалізована на мові програмування Java
- cryptonite [Архівовано 13 червня 2018 у Wayback Machine.] — бібліотека криптографічних перетворень від ПриватБанку з відкритим програмним кодом на C, має експертний висновок UA.14360570.00001-01 90 01-1 за результатами державної експертизи у галузі КЗІ [Архівовано 3 серпня 2020 у Wayback Machine.]